# Fussballclub Winterthur 2019-2020
Questa voce raccoglie le informazioni riguardanti il Fussballclub Winterthur nelle competizioni ufficiali della stagione 2019-2020.

## Stagione
Nella stagione 2019-2020 il Winterthur, allenato da Ralf Loose, concluse il campionato di Challenge League al 4º posto. In Coppa Svizzera il Winterthur fu eliminato in semifinale dal Basilea.

## Rosa
| N. |                           | Ruolo | Calciatore      |
| -- | ------------------------- | ----- | --------------- |
| 1  | Svizzera (bandiera)       | P     | Raphael Spiegel |
| 4  | Svizzera (bandiera)       | D     | Granit Lekaj    |
| 5  | Svizzera (bandiera)       | D     | Julian Roth     |
| 6  | Costa d'Avorio (bandiera) | C     | Ousmane Doumbia |
| 7  | Svizzera (bandiera)       | A     | Luka Sliskovic  |
| 8  | Portogallo (bandiera)     | C     | Nuno Da Silva   |
| 9  | Svizzera (bandiera)       | A     | Roman Buess     |
| 10 | Svizzera (bandiera)       | C     | Martin Liechti  |
| 11 | Italia (bandiera)         | C     | Luca Radice     |
| 14 | Israele (bandiera)        | A     | Anas Mahamid    |
| 15 | Kosovo (bandiera)         | D     | Valon Hamdiu    |
| 16 | Svizzera (bandiera)       | C     | Remo Arnold     |
| 17 | Israele (bandiera)        | A     | Mohamed Badarna |
| 19 | Svizzera (bandiera)       | D     | Enrique Wild    |
| 20 | Svizzera (bandiera)       | C     | Roberto Alves   |

| N. |                     | Ruolo | Calciatore             |
| -- | ------------------- | ----- | ---------------------- |
| 21 | Svizzera (bandiera) | A     | Kevin Costinha         |
| 22 | Svizzera (bandiera) | D     | Mario Bühler           |
| 24 | Tunisia (bandiera)  | C     | Sayfallah Ltaief       |
| 25 | Svizzera (bandiera) | D     | Nils von Niederhäusern |
| 26 | Svizzera (bandiera) | D     | Silvan Kriz            |
| 26 | Svizzera (bandiera) | D     | Etnik Nezaj            |
| 27 | Svizzera (bandiera) | D     | Tobias Schättin        |
| 28 | Svizzera (bandiera) | C     | Luca Tranquilli        |
| 29 | Germania (bandiera) | D     | Gabriel Isik           |
| 30 | Kosovo (bandiera)   | C     | Gëzim Pepsi            |
| 31 | Svizzera (bandiera) | D     | Yannick Pauli          |
| 32 | Svizzera (bandiera) | P     | Alexis Rüegg           |
| 33 | Svizzera (bandiera) | C     | Davide Callà           |
| 34 | Svizzera (bandiera) | C     | Rijad Saliji           |
| 36 | Svizzera (bandiera) | P     | Bojan Milosavljević    |

## Maglie e sponsor
Il fornitore ufficiale di materiale tecnico per la stagione 2019-2020 è Gpard, mentre lo sponsor di maglia è Keller AG für Druckmesstechnik, mentre il back sponsor in campionato e nelle coppe nazionali è Biotta.
| 1ª divisa | 2ª divisa |

## Organigramma societario
Area tecnica
- Allenatore: Ralf Loose
- Allenatore in seconda: Dario Zuffi
- Preparatore dei portieri: Paolo Cesari
- Preparatori atletici:

## Calciomercato

### Sessione estiva
| Acquisti | Acquisti               | Acquisti       | Acquisti |
| R.       | Nome                   | da             | Modalità |
| -------- | ---------------------- | -------------- | -------- |
| D        | Silvan Kriz            | Winterthur II  |          |
| D        | Mario Bühler           | Vaduz          |          |
| C        | Gjelbrim Tahipi        | Grasshoppers   |          |
| A        | Mohamed Badarna        | Hapoel Iksal   |          |
| A        | Roman Buess            | Losanna        |          |
| A        | Kevin Costinha         | Winterthur U18 |          |
| C        | Martin Liechti         | Aarau          |          |
| C        | Nuno Da Silva          | Thun           |          |
| D        | Nils von Niederhäusern | Vaduz          |          |

| Cessioni | Cessioni         | Cessioni             | Cessioni |
| R.       | Nome             | a                    | Modalità |
| -------- | ---------------- | -------------------- | -------- |
| D        | Marin Cavar      | Chievo               |          |
| C        | Eris Abedini     | Lugano               |          |
| C        | Roberto Alves    | Grasshoppers         |          |
| D        | Remo Arnold      | Lucerna              |          |
| C        | Karim Gazzetta   | Stade Lausanne-Ouchy |          |
| D        | Valon Hamdiu     | Winterthur II        |          |
| P        | Andrea Hoxha     | Villingen            |          |
| A        | Mark Lepik       | Flora Tallinn        |          |
| D        | Denis Markaj     | Rapperswil-Jona      |          |
| C        | Liridon Mulaj    | Neuchâtel Xamax      |          |
| A        | Taulant Seferi   | Young Boys           |          |
| D        | Nicolas Stettler | Rapperswil-Jona      |          |
| A        | Patrick Sutter   | Brühl                |          |

### Sessione invernale
| Acquisti | Acquisti        | Acquisti  | Acquisti |
| R.       | Nome            | da        | Modalità |
| -------- | --------------- | --------- | -------- |
| C        | Luca Tranquilli | Sciaffusa |          |
| C        | Gëzim Pepsi     | Aarau     |          |

| Cessioni | Cessioni      | Cessioni         | Cessioni |
| R.       | Nome          | a                | Modalità |
| -------- | ------------- | ---------------- | -------- |
| D        | Sead Hajrović | Viktoria Colonia |          |

## Risultati

### Challenge League

#### Prima fase, girone di andata
| Arbitro: | Klossner |

|           |           |               |
| Buess 50’ | Marcatori | 29’ Hammerich |

| Arbitro: | Horisberger |

|            |           |                           |
| Parapar 9’ | Marcatori | 62’ (rig.), 77’ Sliskovic |

| Arbitro: | Cibelli |

|  |           |                                                                      |
|  | Marcatori | 27’ Flo 40’ Turkeš 46’ Dominguez 55’ Zeqiri 65’ Geissmann 82’ Pasche |

| Arbitro: | Piccolo |

|  |           |             |
|  | Marcatori | 74’ Doumbia |

| Arbitro: | Wolfensberger |

|                        |           |                                  |
| Varela 63’ Khalifa 76’ | Marcatori | 22’ (rig.), 68’ (rig.) Sliskovic |

| Arbitro: | Jancevski |

|                                 |           |                         |
| Siegrist 17’, 29’ Dzonlagic 62’ | Marcatori | 74’ Buess 90’ Sliskovic |

| Arbitro: | Schärli |

|  |           |                            |
|  | Marcatori | 22’, 69’ Silvio 60’ Rohner |

| Arbitro: | Turkeš |

|  |           |                              |
|  | Marcatori | 56’ (aut.) Lurati 77’ Radice |

| Arbitro: | Piccolo |

|                                     |           |          |
| Buess 44’ Mahamid 70’ Sliskovic 90’ | Marcatori | 23’ Mezu |

#### Prima fase, girone di ritorno
| Losanna 4 ottobre 2019, ore 20:00 CEST 10ª giornata | Losanna | 0 – 0 referto | Winterthur | Stade Olympique de la Pontaise (2 120 spett.)\| Arbitro: \| Tschudi \| |
| Arbitro:                                            | Tschudi |               |            |                                                                        |

| Arbitro: | Gianforte |

|              |           |  |
| Da Silva 11’ | Marcatori |  |

| Arbitro: | Horisberger |

|                     |           |             |
| Lekaj 36’ Buess 83’ | Marcatori | 79’ Almeida |

| Arbitro: | Jancevski |

|         |           |           |
| Mezu 2’ | Marcatori | 59’ Callà |

| Arbitro: | Fähndrich |

|              |           |               |
| Da Silva 33’ | Marcatori | 35’ Cvetković |

| Arbitro: | Turkeš |

|  |           |                            |
|  | Marcatori | 10’ Abubakar 84’ Follonier |

| Arbitro: | San |

|                    |           |                         |
| Schneuwly 25’, 63’ | Marcatori | 15’ Sliskovic 51’ Buess |

| Arbitro: | Schärli |

|               |           |                           |
| Sliskovic 21’ | Marcatori | 64’ Lahiouel 67’ Gazzetta |

| Arbitro: | Marri |

|                                                 |           |  |
| Duah 14’ Stojilković 21’ Brahimi 39’ Fazliu 82’ | Marcatori |  |

#### Seconda fase, girone di andata
| Kriens 25 gennaio 2020, ore 17:30 CET 19ª giornata | Kriens  | 0 – 0 referto | Winterthur | Stadion Kleinfeld (1 185 spett.)\| Arbitro: \| Piccolo \| |
| Arbitro:                                           | Piccolo |               |            |                                                           |

| Arbitro: | von Mandach |

|                                            |           |                            |
| Sliskovic 23’ (rig.) Buess 37’ Spiegel 65’ | Marcatori | 69’ Antunes 90’ Malinowski |

| Arbitro: | Kanagasingam |

|              |           |  |
| Del Toro 90’ | Marcatori |  |

| Arbitro: | Huwiler |

|              |           |  |
| Sliskovic 6’ | Marcatori |  |

| Arbitro: | Wolfensberger |

|  |           |                                                  |
|  | Marcatori | 3’ Puertas 41’ (aut.) Arnold 58’ Ndoye 84’ Koura |

| Arbitro: | Cibelli |

|                                            |           |           |
| Çiçek 5’ Sutter 59’ Schwizer 84’ Đokić 90’ | Marcatori | 90’ Pepsi |

| Arbitro: | Schärli |

|           |           |             |
| Buess 58’ | Marcatori | 20’ Morandi |

| Arbitro: | Wolfensberger |

|                              |           |            |
| Fazliu 14’, 24’ Paunescu 87’ | Marcatori | 86’ Hamdiu |

| Arbitro: | Gianforte |

|                                                             |           |                              |
| Doumbia 9’ Buess 11’ Sliskovic 16’ Callà 35’ Leo 45’ (aut.) | Marcatori | 13’ (aut.) Lekaj 58’ Mehidić |

#### Seconda fase, girone di ritorno
| Arbitro: | Kanagasingam |

|                      |           |                     |
| Oussou 7’ Delley 71’ | Marcatori | 2’ Bühler 90’ Buess |

| Arbitro: | Wolfensberger |

|             |           |                                                       |
| Doumbia 39’ | Marcatori | 9’ Sutter 35’ Sülüngöz 84’ Frick 90’ (rig.) Lüchinger |

| Arbitro: | Fähndrich |

|                             |           |                                         |
| Jäckle 35’ (rig.) Balaj 62’ | Marcatori | 17’ (rig.), 45’ (rig.) Buess 21’ Ltaief |

| Arbitro: | Schärli |

|           |           |  |
| Callà 40’ | Marcatori |  |

| Arbitro: | Schärli |

|  |           |                           |
|  | Marcatori | 70’ Sliskovic 90’ Mahamid |

| Arbitro: | Wolfensberger |

|                     |           |                       |
| Buess 36’ Pepsi 50’ | Marcatori | 31’ von Moos 34’ Duah |

| Arbitro: | Gianforte |

|                |           |                         |
| Nanizayamo 67’ | Marcatori | 35’ Mahamid 89’ Doumbia |

| Arbitro: | von Mandach |

|                                                   |           |  |
| Callà 2’ Isik 27’ Yesilcayir 38’ (aut.) Alves 45’ | Marcatori |  |

| Arbitro: | Fähndrich |

|  |           |                                                             |
|  | Marcatori | 44’, 56’ Mahamid 53’ Ltaief 68’ Da Silva 71’, 78’ Sliskovic |

### Coppa Svizzera
| Arbitro: | Kanagasingam |

|  |           |                                   |
|  | Marcatori | 37’ Da Silva 40’ Buess 90’ Saliji |

| Arbitro: | Hänni |

|                          |           |  |
| Mahamid 48’ Da Silva 90’ | Marcatori |  |

| Arbitro: | Hänni |

|           |           |  |
| Callà 36’ | Marcatori |  |

| Arbitro: | Dudic |

|                                           |           |  |
| Buess 20’ Pepsi 45’ Callà 75’ Mahamid 87’ | Marcatori |  |

| Arbitro: | Tschudi |

|                                                                   |           |           |
| Stocker 2’ Widmer 5’ van Wolfswinkel 22’, 62’ Pululu 51’ Frei 63’ | Marcatori | 32’ Buess |

## Statistiche

### Statistiche di squadra
| Competizione     | Punti | In casa | In casa | In casa | In casa | In casa | In casa | In trasferta | In trasferta | In trasferta | In trasferta | In trasferta | In trasferta | Totale | Totale | Totale | Totale | Totale | Totale | DR |
| Competizione     | Punti | G       | V       | N       | P       | Gf      | Gs      | G            | V            | N            | P            | Gf           | Gs           | G      | V      | N      | P      | Gf     | Gs     | DR |
| ---------------- | ----- | ------- | ------- | ------- | ------- | ------- | ------- | ------------ | ------------ | ------------ | ------------ | ------------ | ------------ | ------ | ------ | ------ | ------ | ------ | ------ | -- |
| Challenge League | 55    | 18      | 8       | 4       | 6       | 27      | 32      | 18           | 7            | 6            | 5            | 29           | 26           | 36     | 15     | 10     | 11     | 56     | 58     | -2 |
| Coppa Svizzera   | -     | 3       | 3       | 0       | 0       | 7       | 0       | 2            | 1            | 0            | 1            | 4            | 6            | 5      | 4      | 0      | 1      | 11     | 6      | +5 |
| Totale           | 55    | 21      | 11      | 4       | 6       | 34      | 32      | 20           | 8            | 6            | 6            | 33           | 32           | 41     | 19     | 10     | 12     | 67     | 64     | +3 |

### Andamento in campionato
| Giornata  | 1 | 2 | 3 | 4 | 5 | 6 | 7 | 8 | 9 | 10 | 11 | 12 | 13 | 14 | 15 | 16 | 17 | 18 | 19 | 20 | 21 | 22 | 23 | 24 | 25 | 26 | 27 | 28 | 29 | 30 | 31 | 32 | 33 | 34 | 35 | 36 |
| --------- | - | - | - | - | - | - | - | - | - | -- | -- | -- | -- | -- | -- | -- | -- | -- | -- | -- | -- | -- | -- | -- | -- | -- | -- | -- | -- | -- | -- | -- | -- | -- | -- | -- |
| Luogo     | C | T | C | T | T | T | C | T | C | T  | C  | C  | T  | C  | C  | T  | C  | T  | T  | C  | T  | C  | C  | T  | C  | T  | C  | T  | C  | T  | C  | T  | C  | T  | C  | T  |
| Risultato | N | V | P | V | N | P | P | V | V | N  | V  | V  | N  | N  | P  | N  | P  | P  | N  | V  | P  | V  | P  | P  | N  | P  | V  | N  | P  | V  | V  | V  | N  | V  | V  | V  |
| Posizione | 6 | 4 | 7 | 4 | 4 | 6 | 8 | 7 | 5 | 4  | 4  | 4  | 4  | 4  | 4  | 4  | 6  | 6  | 7  | 5  | 5  | 5  | 5  | 6  | 6  | 8  | 5  | 5  | 6  | 6  | 6  | 5  | 5  | 5  | 4  | 4  |

Legenda:

Luogo: C = Casa; T = Trasferta. Risultato: V = Vittoria; N = Pareggio; P = Sconfitta.

### Statistiche dei giocatori
| Giocatore            | Challenge League | Challenge League | Challenge League | Challenge League | Coppa Svizzera | Coppa Svizzera | Coppa Svizzera | Coppa Svizzera | Totale   | Totale | Totale      | Totale     |
| Giocatore            | Presenze         | Reti             | Ammonizioni      | Espulsioni       | Presenze       | Reti           | Ammonizioni    | Espulsioni     | Presenze | Reti   | Ammonizioni | Espulsioni |
| -------------------- | ---------------- | ---------------- | ---------------- | ---------------- | -------------- | -------------- | -------------- | -------------- | -------- | ------ | ----------- | ---------- |
| R. Alves             | 15               | 1                | 1                | 1                | 2              | 0              | 0              | 0              | 17       | 1      | 1           | 1          |
| R. Arnold            | 11               | 0                | 3                | 0                | 1              | 0              | 0              | 0              | 12       | 0      | 3           | 0          |
| M. Badarna           | 12               | 0                | 2                | 0                | 1              | 0              | 0              | 0              | 13       | 0      | 2           | 0          |
| M. Bodenmann         | 0                | 0                | 0                | 0                | 0              | 0              | 0              | 0              | 0        | 0      | 0           | 0          |
| R. Buess             | 34               | 12               | 6                | 0                | 5              | 3              | 0              | 0              | 39       | 15     | 6           | 0          |
| M. Bühler            | 28               | 1                | 5                | 0                | 4              | 0              | 0              | 0              | 32       | 1      | 5           | 0          |
| D. Callà             | 24               | 4                | 2                | 0                | 3              | 2              | 1              | 0              | 27       | 6      | 3           | 0          |
| K. Costinha          | 0                | 0                | 0                | 0                | 0              | 0              | 0              | 0              | 0        | 0      | 0           | 0          |
| O. Doumbia           | 34               | 4                | 5                | 0                | 5              | 0              | 0              | 0              | 39       | 4      | 5           | 0          |
| A. Gantenbein        | 2                | 0                | 0                | 0                | 1              | 0              | 0              | 0              | 3        | 0      | 0           | 0          |
| M. Gonçalves         | 0                | 0                | 0                | 0                | 0              | 0              | 0              | 0              | 0        | 0      | 0           | 0          |
| S. Hajrović          | 13               | 0                | 4                | 0                | 2              | 0              | 0              | 0              | 15       | 0      | 4           | 0          |
| V. Hamdiu            | 12               | 1                | 1                | 0                | 2              | 0              | 0              | 0              | 14       | 1      | 1           | 0          |
| G. Isik              | 26               | 1                | 3                | 0                | 5              | 0              | 1              | 0              | 31       | 1      | 4           | 0          |
| S. Kriz              | 5                | 0                | 1                | 0                | 0              | 0              | 0              | 0              | 5        | 0      | 1           | 0          |
| G. Lekaj             | 31               | 1                | 7                | 0                | 5              | 0              | 0              | 0              | 36       | 1      | 7           | 0          |
| M. Liechti           | 3                | 0                | 0                | 0                | 1              | 0              | 0              | 0              | 4        | 0      | 0           | 0          |
| S. Ltaief            | 12               | 2                | 2                | 0                | 2              | 0              | 0              | 0              | 14       | 2      | 2           | 0          |
| A. Mahamid           | 28               | 5                | 6                | 0                | 4              | 2              | 0              | 0              | 32       | 7      | 6           | 0          |
| B. Milosavljević     | 0                | 0                | 0                | 0                | 0              | 0              | 0              | 0              | 0        | 0      | 0           | 0          |
| A. Muci              | 0                | 0                | 0                | 0                | 0              | 0              | 0              | 0              | 0        | 0      | 0           | 0          |
| E. Nezaj             | 0                | 0                | 0                | 0                | 0              | 0              | 0              | 0              | 0        | 0      | 0           | 0          |
| Y. Pauli             | 7                | 0                | 0                | 0                | 0              | 0              | 0              | 0              | 7        | 0      | 0           | 0          |
| G. Pepsi             | 15               | 2                | 2                | 0                | 2              | 1              | 0              | 0              | 17       | 3      | 2           | 0          |
| L. Radice            | 18               | 1                | 3                | 0                | 2              | 0              | 0              | 0              | 20       | 1      | 3           | 0          |
| A. Rama-Bitterfeld   | 1                | 0                | 0                | 0                | 1              | 0              | 0              | 0              | 2        | 0      | 0           | 0          |
| S. Ramizi            | 0                | 0                | 0                | 0                | 0              | 0              | 0              | 0              | 0        | 0      | 0           | 0          |
| J. Roth              | 12               | 0                | 3                | 0                | 1              | 0              | 0              | 0              | 13       | 0      | 3           | 0          |
| A. Rüegg             | 0                | 0                | 0                | 0                | 0              | 0              | 0              | 0              | 0        | 0      | 0           | 0          |
| R. Saliji            | 8                | 0                | 0                | 0                | 1              | 1              | 0              | 0              | 9        | 1      | 0           | 0          |
| M. Schmid            | 3                | 0                | 0                | 0                | 0              | 0              | 0              | 0              | 3        | 0      | 0           | 0          |
| T. Schättin          | 30               | 0                | 4                | 0                | 5              | 0              | 0              | 0              | 35       | 0      | 4           | 0          |
| N. Silva             | 36               | 3                | 3                | 0                | 5              | 2              | 0              | 0              | 41       | 5      | 3           | 0          |
| L. Sliskovic         | 34               | 14               | 8                | 0                | 3              | 0              | 0              | 0              | 37       | 14     | 8           | 0          |
| R. Spiegel           | 36               | 1                | 3                | 0                | 5              | 0              | 0              | 0              | 41       | 1      | 3           | 0          |
| G. Tahipi            | 12               | 0                | 1                | 0                | 2              | 0              | 1              | 0              | 14       | 0      | 2           | 0          |
| G. Tolino            | 0                | 0                | 0                | 0                | 0              | 0              | 0              | 0              | 0        | 0      | 0           | 0          |
| L. Tranquilli        | 12               | 0                | 3                | 0                | 2              | 0              | 0              | 0              | 14       | 0      | 3           | 0          |
| E. Wild              | 7                | 0                | 0                | 0                | 0              | 0              | 0              | 0              | 7        | 0      | 0           | 0          |
| N. von Niederhäusern | 16               | 0                | 3                | 0                | 1              | 0              | 1              | 0              | 17       | 0      | 4           | 0          |